# 1272 Gefion
Az 1272 Gefion (ideiglenes jelöléssel 1931 TZ1) a Naprendszer kisbolygóövében található aszteroida. Karl Wilhelm Reinmuth fedezte fel 1931. október 10-én, Heidelbergben.